# Núrio Fortuna
Núrio Domingos Matias Fortuna (* 24. März 1995 in Luanda), auch bekannt als Núrio, ist ein angolanisch-portugiesischer Fußballspieler, der seit Juli 2020 beim belgischen Erstligisten KAA Gent unter Vertrag steht. Der linke Außenverteidiger ist seit September 2019 angolanischer Nationalspieler.

## Karriere

### Verein
Núrio Fortuna wurde in der angolanischen Hauptstadt Luanda geboren und zog nach der Trennung seiner Eltern im Alter von sechs Jahren zu seiner Mutter nach Portugal. Seine fußballerische Ausbildung begann er bei Núcleo Sintra und anschließend spielte er in den Jugendabteilungen von Benfica Lissabon, des Real SC und von Sporting Lissabon. Im Juli 2012 wechselte er in die U19 von Sporting Braga, wo er zur Saison 2013/14 in die Reservemannschaft Sporting Braga B befördert wurde, welche in der zweithöchsten portugiesischen Spielklasse spielte. Am 25. August 2013 (4. Spieltag) debütierte der linke Außenverteidiger bei der 0:2-Auswärtsniederlage gegen den SC Covilhã. Er startete in der Folge auch regelmäßig und wurde im Februar 2014 erstmals in die erste Mannschaft von Cheftrainer Jesualdo Ferreira befördert. Am 6. Februar 2014 bestritt er beim 3:1-Pokalsieg gegen Desportivo Aves sein erstes Spiel für die Herrenauswahl. Auch in der höchsten portugiesischen Spielklasse wurde er in dieser Spielzeit vereinzelt eingesetzt und beendete diese mit fünf Ligaeinsätzen für die erste und 18 Ligaeinsätzen für die Reservemannschaft.
In der nächsten Saison 2014/15 war er Stammspieler in der Reserve und war für diese in 32 Ligaspielen im Einsatz, während er nur ein Spiel in der ersten Mannschaft absolvierte. Am 16. September 2015 (7. Spieltag) erzielte er bei der 2:3-Auswärtsniederlage gegen den SC Farense sein erstes Tor in der zweiten Mannschaft. In dieser Spielzeit 2015/16 kam er in 34 Ligaspielen zum Einsatz, in denen ihm ein Tor und zwei Vorlagen gelangen.
Nachdem er keine Chance auf einen Durchbruch in der ersten Mannschaft hatte, wurde er für die gesamte Saison 2016/17 zum zyprischen Erstligisten AEL Limassol. Sein Debüt bestritt er am 21. August 2016 (1. Spieltag) beim 1:0-Heimsieg gegen Anagennisi Deryneia. Bei AEL etablierte er sich rasch als Stammspieler und bestritt insgesamt 33 Ligaspiele, in denen er vier Tore vorbereitete.
Am 23. Juni 2017 gab der belgische Erstligist Sporting Charleroi die Verpflichtung von Núrio bekannt, wo er zum 1. Juli 2017 einen Dreijahresvertrag mit Option auf ein weiteres antrat. Am 29. Juli 2017 (1. Spieltag) debütierte er beim 1:0-Heimsieg gegen den KV Kortrijk für seinen neuen Verein. Er startete in den nächsten Wochen regelmäßig, kam aber ab November 2017 bis zu den Playoffs nur noch sporadisch zum Einsatz. In seiner ersten Saison 2017/18 kam er in 26 Ligaspielen zum Einsatz, in denen ihm drei Torvorlagen gelangen. In der folgenden Spielzeit 2018/19 startete er wieder häufig. Am 4. Mai 2019 erzielte er beim 2:0-Heimsieg gegen die VV St. Truiden seinen ersten Treffer im Trikot der Zèbres. Er beendete die Saison mit 31 Ligaeinsätzen, in denen er ein Tor und vier Vorlagen sammeln konnte. In der aufgrund der COVID-19-Pandemie verkürzten Saison 2019/20 versäumte er nur eines der 29 Ligaspiele, in denen er ein Tor erzielte und drei weitere Treffer vorbereitete.
Am 1. Juli 2020 wechselte Fortuna für eine Ablösesumme in Höhe von sechs Millionen Euro zum Ligakonkurrenten KAA Gent und wurde damit zum teuersten Einkauf der Vereinsgeschichte. Er unterzeichnete bei den Buffalo’s einen Vierjahresvertrag. Er bestritt in seiner ersten Saison 26 von 40 möglichen Ligaspielen für Gent, bei denen er ein Tor schoss, sowie zwei Pokal- und acht Europapokal-Spiele einschließlich Qualifikation. In der nächsten Saison waren es 32 von 40 möglichen Ligaspielen mit zwei Toren, vier Pokalspiele und zehn Spiele in der Conference League einschließlich Qualifikation. In der Saison 2022/23 wurde er bei 16 von 40 möglichen Ligaspielen eingesetzt, bei denen er ein Tor schoss. Dazu kamen ein Pokalspiel, elf Spiele im Europapokal und das verlorene Spiel um den Superpokal. In der Folgesaison waren es infolge mehrerer Verletzungspausen 15 von 41 möglichen Ligaspiele, zwei Pokalspiele und sechs Spiele im Europapokal. 

### Nationalmannschaft
Núrio Fortuna ist angolanisch-portugiesischer Doppelstaatsbürger und hätte deshalb für die Nationalmannschaften beider Nationen auflaufen können. Am 30. August 2019 wurde er erstmals in den Kader der angolanischer Nationalmannschaft einberufen. Am 6. September 2019 gab er beim 1:0-Auswärtssieg gegen Gambia in der Qualifikation zur Weltmeisterschaft 2022 in Katar sein Debüt.

## Erfolge
- Belgischer Pokalsieger: 2022